# Patty Brooks
Patty Brooks er en fiktiv person i tv-serien 24 timer. Patty Brooks bliver spillet af Tanya Wright
Patty Brooks er ansat i David Palmers kampagne og har et meget godt øje til ham.
Dette opdager Sherry Palmer der straks ser hende som en spion, der vil forsøge at lave en sexskandale imod David Palmer.
Da Patty Brooks senere på dagen gør seksuelle tilnærmelser vælger David Palmer at fyre hende.